# El Palmerar-Urbanova-Tabarca
El Palmerar-Urbanova-Tabarca és el nom que rep el barri més meridional de la ciutat d'Alacant. Limita al nord amb el barri de Sant Gabriel; a l'est amb el mar Mediterrani; al sud amb el terme municipal d'Elx; i a l'oest amb Elx i l'entitat de població del Bacarot, pertanyent al terme municipal d'Alacant. Segons el cens de 2022, compta amb una població de 3.657 habitants (1.799 homes i 1.858 dones).